# Belle époque en San Sebastián

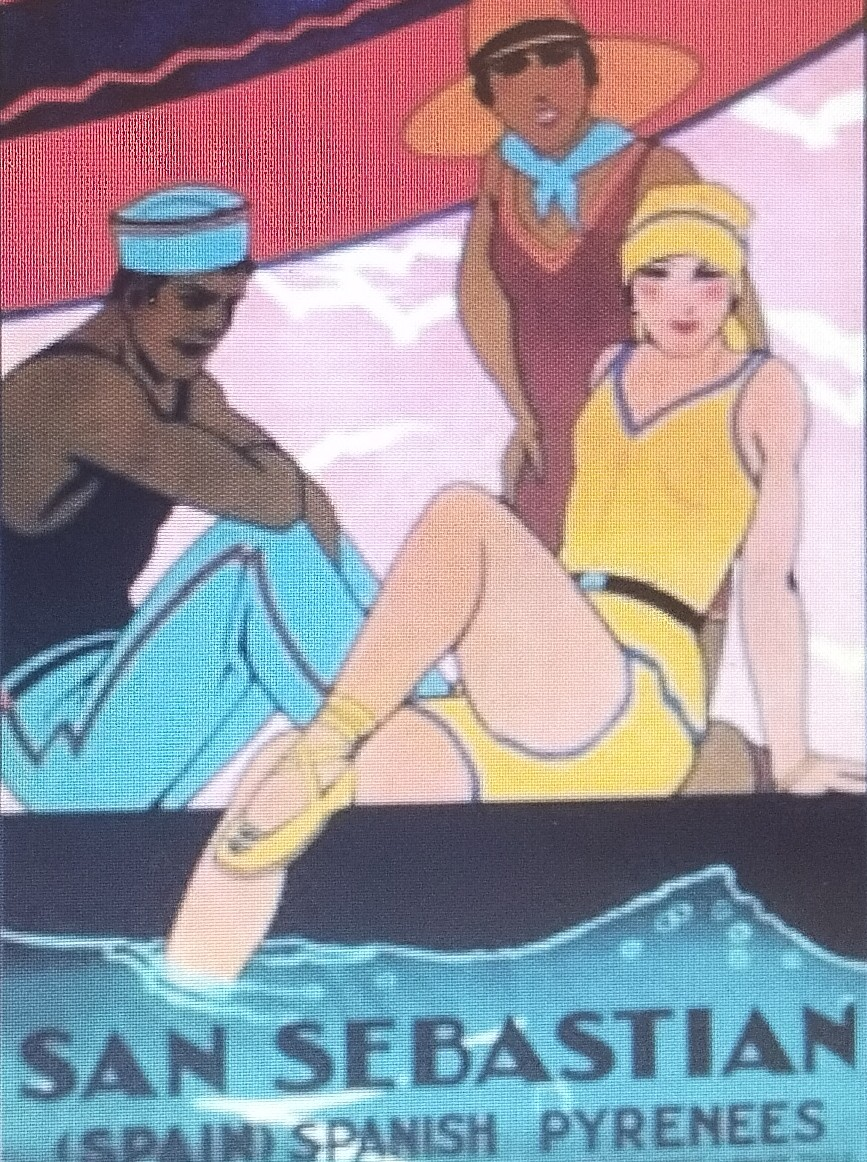
Cartel de San Sebastián años veinte

La belle époque en San Sebastián ((literalmente en español: «época bella») se enmarcó dentro del movimiento cultural y social europeo conocido como belle époque, que en España tuvo lugar en algunas ciudades  desde finales del siglo XIX hasta la dictadura de Primo de Rivera en 1923.
La elección de San Sebastián como ciudad de veraneo fue impulsada por las reinas María Cristina de Habsburgo-Lorena  y Victoria Eugenia de Battenberg  a partir del último tercio del siglo XIX.
Este hecho atrajo un turismo  de la alta sociedad burguesa que  modificó la fisonomía de la ciudad y las costumbres locales al convertir San Sebastián en una ciudad de servicios, sin abandonar su actividad industrial.
Este período en la ciudad  se caracterizó por la consolidación de valores liberales frente a la cultura tradicionalista anterior,  la relajación de costumbres  sociales y la participación de la mujer en actividades antes vetadas. reflejadas en ámbitos como la moda, la música o el ocio.
La belle époque dejó una huella visible en la arquitectura, el urbanismo o  la vida cultural y social de la ciudad,  impulsada también por el crecimiento económico asociado a la época.

## Contexto histórico
En 1907, la ciudad contaba con unos  44000 habitantes, cifra que se multiplicaba en verano  generando una intensa actividad vinculada al sector servicios.

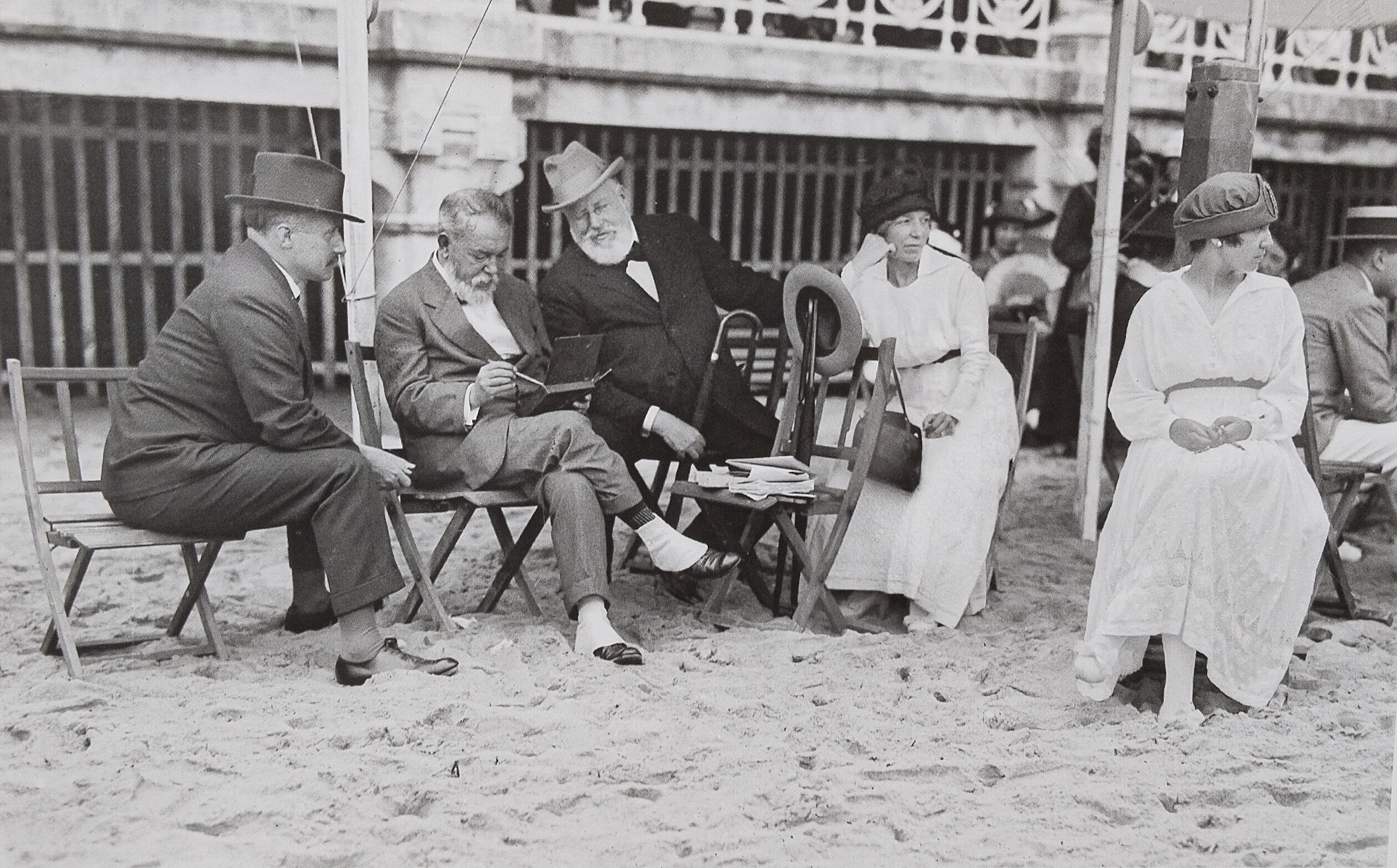
Joaquín Sorolla pintando en la playa de la Concha

El desarrollo de la Primera Guerra Mundial y la Revolución Bolchevique,  hizo que San Sebastián fuera el destino de reyes, aristócratas, alta burguesía, artistas, espías y aventureros de toda Europa.
En conjunto, este periodo representó una etapa de apertura social, económica, urbanística y cultural para la ciudad, en la que las mujeres alcanzaron cotas de participación social hasta entonces inéditas.
El desarrollo de nuevas tecnologías, entre ellas el cine, la radio y la música grabada, contribuyó a la difusión de nuevas formas de entretenimiento y estilos de vida. 
El golpe de estado de Primo de Rivera de 1923 supuso la prohibición del juego en España y una vuelta a valores sociales más tradicionales.

## Arquitectura y urbanismo
El asentamiento veraniego de la familia real y de la corte en San Sebastián a lo largo del siglo XIX y comienzos del XX impulsó la construcción de diversos edificios singulares destinados a la hostelería, el ocio y los espectáculos, que contribuyeron a consolidar la ciudad como un  centro turístico y social de primer orden.
El Gran Casino de San Sebastián  (hoy Ayuntamiento de San Sebastián) inaugurado en 1887  con su orquesta y sus fiestas fue el epicentro de la belle époque donostiarra y además generó ingresos económicos a la ciudad con los que se sufragaron mejoras en la ciudad como su famosa barandilla de la Concha. Por sus salones pasaron muchas personas relevantes de la época como el Sha de Persia, Leon Trotski o Mata Hari.

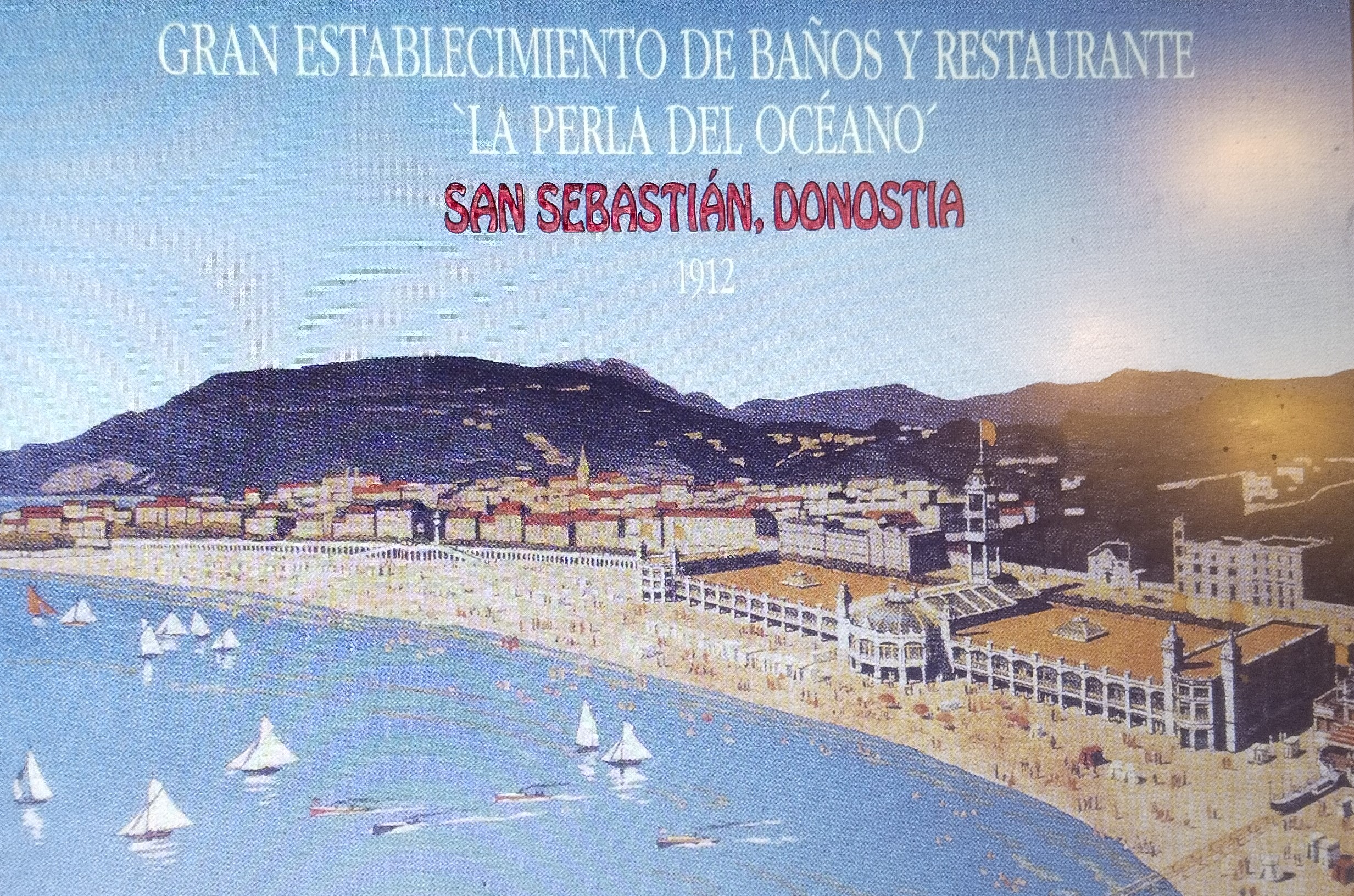
Balneario La Perla del Cantábrico

El hotel Continental (1884),  el  Palacio Miramar de San Sebastian ( 1893) que servía de residencia a la familia real, el hotel María Cristina y el teatro Victoria Eugenia inaugurados en 1912, el casino  Gran Kursaal (1922)  o  el hotel de Londres y las ya desaparecidas villas de la línea marítima fueron edificios emblemáticos de la ciudad, muchos de ellos conservados en la actualidad.
En 1912 se construyó el Balneario de la Perla del Océano con las casetas de baño en la playa de la Concha y ese mismo año se inauguró el parque de atracciones Monte Igueldo con su funicular.
En 1925 se urbanizó el espacio de la playa de Ondarreta para dotar a la ciudad de otra playa.

## Deportes y espectáculos
En 1876 se inauguró la plaza de toros de Atocha y con ella la Semana Grande donostiarra.

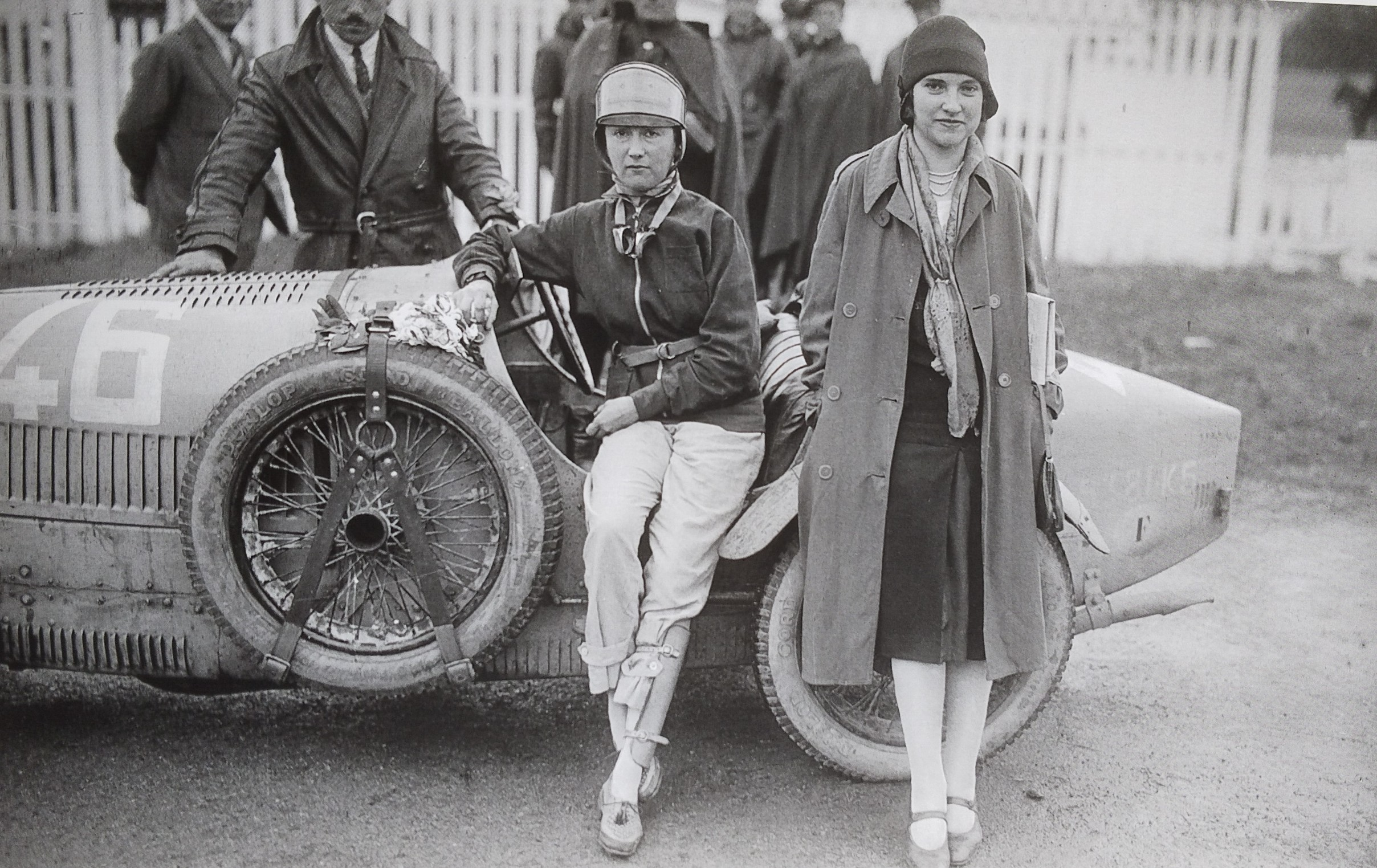
Mujer Piloto en San Sebastián/Lasarte

En 1916 se creo el hipódromo de Lasarte como recinto hípico para la temporada estival y en 1923 se inició el Gran Premio automovilístico de San Sebastián a donde acudieron los mejores pilotos mundiales.
Además de la creación de clubs deportivos para el ocio de la burguesía como el Real Club de Tenis (1904), Club Naútico de San Sebastián (1905),  Campo de tiro del monte Ulía (1909)  o  el Real Club de Golf de Lasarte (1910).
Otra actividad destacada en la ciudad fue la proliferación de grandes cafés, como el Café del Rhin, el Café Kutz o el Café Royalty. Asimismo, coexistían varios cabarets, entre ellos el Tabarín Lion d’Or, en los que el consumo de champán y otras sustancias era permisivo.
De hecho, en 1917, la muerte en San Sebastián  por sobredosis de cocaína del conde de Villanueva del Soto, de 21 años de edad,  motivó una campaña gubernamental contra las drogas consideradas euforizantes en España.

## Cultura

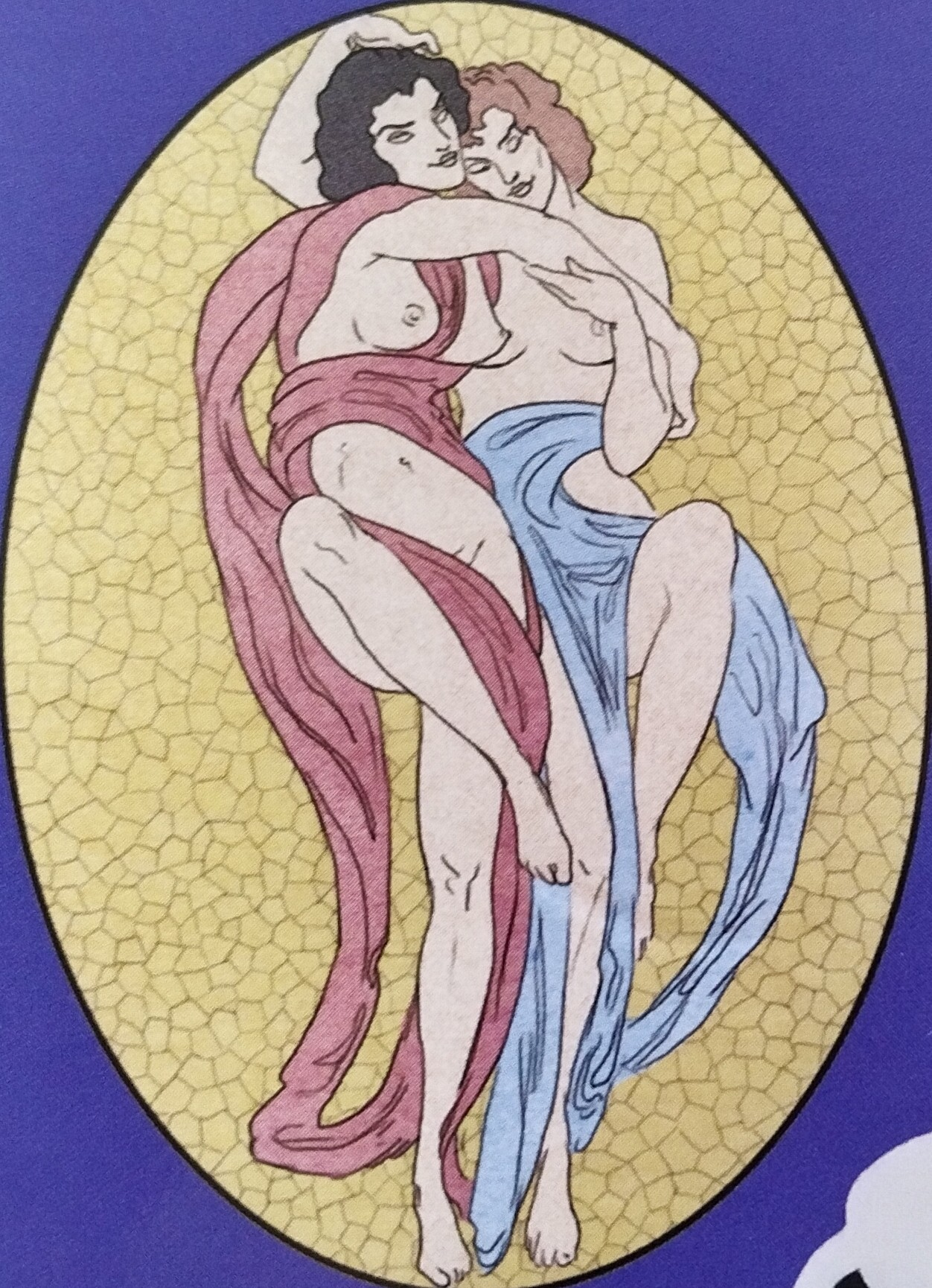
Pintura mural en el hall del Casino Kursaal

La fiesta de la elegancia desarrollada en el Kursaal era un acontecimiento de moda y glamour que reunía a modelos destacados del momento.
Personajes de todas las artes eran habituales de San Sebastián en su época estival como Joaquín Sorolla, Charles  Chaplin, Buster Keaton, Maurice Ravel,  Gregorio Marañón o Jacinto Benavente entre otros.